# Teologia nera
La teologia nera è una riflessione teologica nata a partire dall'esperienza del movimento per i diritti civili degli afroamericani negli Stati Uniti degli anni '60. Si tratta di una forma di teologia della liberazione che si propone di ripensare la fede cristiana a partire dall'esperienza dei neri d'America.

## La nascita
«Un nuovo spettro si aggira nelle società bianche e rende insicuri i teologi. Si chiama “teologia nera”. Dopo i socialisti, che hanno criticamente messo in discussione il posto che la teologia cristiana occupa nella società capitalista, è ora la volta dei neri, oppressi dalla colonizzazione e dalla schiavitù, che denunciano la nostra teologia come “teologia bianca”, perché condizionata e influenzata dalla situazione determinata dal predominio bianco nel mondo.»
Con queste parole Jürgen Moltmann apriva un dibattito fra teologi sulla teologia nera negli anni '70. La nuova realtà teologica nasce dai movimenti per i diritti civili di Martin Luther King, dal costituirsi di Potere Nero e dall'emergere del gruppo rivoluzionario di presa di coscienza nera (Black Awareness Movement).

## Integrazione e separazione
Alcuni considerano M. L. King il precursore della teologia nera, tuttavia egli rappresentava l'ala integrazionista dei movimenti mentre la teologia nera nacque dall'ala separatista e intransigente legata a Black Power. 
King prese posizione contro i metodi violenti e contro l'idea separatista di Potere Nero che poi sfocerà nella formazione delle Pantere Nere.
Esponente della corrente separatista e padre della teologia nera è il teologo James Cone, mentre tra la corrente integrazionista spicca la figura di Major Jones.

## Gli esponenti
La prima formulazione sistematica della teologia nera avvenne nel libro del giovane teologo nero James Cone, Black Theology and Black Power del 1969.
Cone rappresenta la linea intransigente della teologia nera e la sua opera divenne di appoggio da parte delle Chiese alle azioni di Black Power.

## Il Cristo nero
«prima si deve attuare la liberazione, e poi si potrà parlare di riconciliazione con i bianchi; ora la misura è colma e sono i giorni dell'ira di Dio; la riconciliazione ora sarebbe, in termini bonhoefferiani, “grazia a buon mercato”.  Non si può discutere di riconciliazione, quando il rapporto tra coloro che eventualmente ne discutono è quello del padrone-schiavo; solo quando il rapporto sarà tra eguali, quando i neri avranno potere da contrapporre al potere bianco, solo allora si potrà parlare di riconciliazione e amore». (James Cone)
Per Cone la nerezza diviene un simbolo ontologico di ogni forma di oppressione, la bandiera dell'ideale di una completa emancipazione della gente nera dall'oppressione bianca per mezzo di qualsiasi mezzo.
La nerezza è anche la nerezza di Cristo: «Cristo è nero perché è oppresso, ed è oppresso perché è nero». La nerezza di Cristo diventa simbolo ontologico dell'oppresso e «se gli oppressi vogliono mettere in questione il carattere oppressivo della società bianca devono affermare la loro identità come realtà opposta alla condizione bianca».

## La teologia nera della speranza
Alla linea intransigente di Cone si oppone quella moderata di Major Jones, la quale si ricollega alla corrente integrazionista dei movimenti.
Nella sua ricerca teologica Jones ripercorre la storia della gente nera mettendo in risalto la speranza. Egli è l'esponente della teologia nera della speranza, la quale afferma che il problema della gente di colore non è quello di sostituire al segregazionismo bianco il separatismo nero, esaurendosi in una sorta di rivendicazione razzista, ma di mirare ad una comunità oltre il razzismo, che includa bianchi e neri. Una comunità inclusiva e non esclusiva.